# Songs of the Unsung
Songs of the Unsung ist ein Jazzalbum von Horace Tapscott. Die am 18. Februar 1978 in den United/Western Studios in Hollywood entstandenen Aufnahmen erschienen 1978 als Langspielplatte auf Interplay Records. 2010 wurden die Aufnahmen als Compact Disc auf dem japanischen Label Absord Music wiederveröffentlicht.

## Hintergrund
Mit Songs of the Unsung nahm der Pianist und Bandleader Horace Tapscott Anfang 1978 sein erstes Soloalbum auf, dem ab 1982 acht Folgen in der von Tom Albach produzierten Reihe The Tapscott Sessions folgten; weitere erschienen ab 2003 aus dem Nachlass, wie Vol. 10. Tapscott spielte neben zwei seiner eigenen Kompositionen (darunter „Mary on Sunday“) Stücke seinem Mentors Samuel Browne („Blue Essence“) und seiner damaligen Mitstreiter im Pan Afrikan Peoples Arkestra, Lester Robertson und Jesse Sharps, des Weiteren Kompositionen von Cal Massey („Bakai“) und Billy Strayhorn („Lush Life“). Das Album endet mit „Something for Kenny“ von Elmo Hope, einem Stück von dessen LP Elmo Hope Trio von 1959 mit Jimmy Bond und Frank Butler.
Das Album trägt denselben Titel wie Tapscotts Autobiografie, Songs of the Unsung: The Musical and Social Journey of Horace Tapscott, die von Steven L. Isoardi herausgegeben wurde.

## Titelliste
- Horace Tapscott: Songs of the Unsung (Interplay IP7714, Absord Music Japan ABCJ-573,)[2]

1. Song of the Unsung (Horace Tapscott) 3:39
2. Blue Essence (Samuel R. Browne) 3:51
3. Bakai (Cal Massey) 5:55
4. In Times Like These (Lester Robertson) 7:01
5. Mary on Sunday (Horace Tapscott) 3:22
6. Lush Life (Billy Strayhorn) 6:34
7. The Goat and Ram Jam (Jesse Sharps) 5:01
8. Something for Kenny (Elmo Hope) 5:58

Soweit nicht anders vermerkt, stammen die Kompositionen von Horace Tapscott.

## Rezeption
Scott Yanow verlieh dem Album in Allmusic vier Sterne und meinte, Horace Tapscott sei seit langem eine der großen Jazzlegenden von Los Angeles, aber der Pianist sei während seiner produktiven Karriere nicht so gründlich [wie notwendig] dokumentiert worden. Das Soloalbum würden etwas konservativer anmuten als seine meisten Aufnahmen aus dieser Zeit. Ein schöner Ausflug, der, wenn er vorrätig gehalten würde, als ziemlich zugängliche Einführung zu meisterlichen Pianisten dienen könnte.